# Société de réassurance mutuelle
Une société de réassurance mutuelle est une forme juridique de société composée de plusieurs compagnies d'assurance.
Elle doit compter au minimum sept membres adhérents lors de sa constitution et tout au long de son existence pour être en situation régulière.
Son existence a été remise en cause en 2015 par l'ACPR.